# Zapomnieć o strachu
Zapomnieć o strachu – amerykańska komedia kryminalna z 1986 roku.

## Główne role
- Gregory Hines – Ray Hughes
- Billy Crystal – Danny Costanzo
- Steven Bauer – Detektyw Frank Sigliano
- Darlanne Fluegel – Anna Costanzo
- Joe Pantoliano – Snake
- Dan Hedaya – Kapitan Logan
- Jon Gries – Detektyw Tony Montoya
- Tracy Reed – Maryann
- Jimmy Smits – Julio Gonzales
- John DiSanti – Vinnie
- Larry Hankin – Ace

## Opis fabuły
Ray Hughes i Danny Costanzo są chicagowskimi policjantami. Podczas prowadzenia jednej ze spraw omal nie zostają zabici, więc kapitan Logan wysyła ich na przymusowe wakacje. Ale oni postanawiają odejść z pracy i założyć własny bar w Key West. Nagle obaj dowiadują się, że Julio - narkotykowy diler, który kazał ich zabić - ma sfinansować bardzo poważną transakcję. Ray i Danny decydują się przed odejściem załatwić tę sprawę.

## Nagrody i nominacje
Złote Globy 1986
- Najlepsza piosenka - "Sweet Freedom" - muzyka i słowa Rod Temperton, wykonanie Michael McDonald (nominacja)[1]